# Véron
Véron is een gemeente in het Franse departement Yonne (regio Bourgogne-Franche-Comté) en telt 1862 inwoners (2005). De plaats maakt deel uit van het arrondissement Sens.

## Geografie
De oppervlakte van Véron bedraagt 15,8 km², de bevolkingsdichtheid is 117,8 inwoners per km².
De onderstaande kaart toont de ligging van Véron met de belangrijkste infrastructuur en aangrenzende gemeenten.

## Demografie
Onderstaande figuur toont het verloop van het inwonertal (bron: INSEE-tellingen).